# Tu chính án thứ 26 Hiến pháp Hoa Kỳ
Tu chính án 26 Hiến pháp Hoa Kỳ quy định công dân Hoa Kỳ đủ 18 tuổi trở lên có quyền bầu cử cấp tiểu bang và địa phương. Tu chính án 26 được Quốc hội thông qua vào ngày 23 tháng 3 năm 1971 và được ba phần tư số tiểu bang phê chuẩn vào ngày 1 tháng 7 năm 1971.
Từ giữa thế kỷ 20, nhiều quan chức ủng hộ việc hạ độ tuổi bầu cử nhưng không vận động được Quốc hội để thông qua sửa đổi hiến pháp.
Nỗ lực hạ độ tuổi bầu cử từ 21 tuổi xuống 18 tuổi vào thập niên 1960 bắt nguồn từ việc công dân nam từ 18 tuổi đến 21 tuổi phải đi quân dịch trong Quân đội Hoa Kỳ, chủ yếu là Lục quân Hoa Kỳ, để tham chiến trong Chiến tranh Việt Nam. Những người này không thể tác động đến chính quyền đã quyết định tham chiến cho đến khi đủ 21 tuổi trở lên, mặc dù bản thân có thể phải tham chiến khi đủ 18 tuổi. Một phong trào quyền thanh niên hình thành, kêu gọi hạ độ tuổi bầu cử. Một khẩu hiệu phổ biến của những người ủng hộ hạ độ tuổi bầu cử là "đủ tuổi để chiến đấu, đủ tuổi để bầu cử".
Nhằm vượt qua sự bế tắc, một nhóm nghị sĩ bổ sung điều khoản trao quyền bầu cử cho công dân đủ 18 tuổi trở lên vào một dự luật năm 1970 nhằm gia hạn Luật Quyền bầu cử. Tuy nhiên, Tòa án Tối cao sau đó ra phán quyết trong vụ kiện Oregon v. Mitchell rằng Quốc hội không thể hạ độ tuổi bầu cử đối với các cuộc bầu cử cấp tiểu bang và địa phương. Nhận thấy sẽ phát sinh chồng chéo và chi phí để lập danh sách cử tri riêng biệt cho các cuộc bầu cử cấp liên bang và tiểu bang, Quốc hội nhanh chóng thông qua và các tiểu bang phê chuẩn Tu chính án 26.

## Bối cảnh
Hiến pháp Hoa Kỳ không quy định các tiêu chí cụ thể cho việc thực hiện quyền công dân hoặc quyền bầu cử trong các cuộc bầu cử cấp tiểu bang hoặc liên bang. Trước Tu chính án 26, các tiểu bang có quyền tự đặt ra độ tuổi bầu cử tối thiểu, thường là 21 tuổi.
Năm 1941, Thượng nghị sĩ Harley Kilgore bắt đầu vận động hạ thấp độ tuổi bầu cử tại Quốc hội khóa 77. Mặc dù Quốc hội không thông qua bất kỳ thay đổi nào trên phạm vi cả nước tuy có sự ủng hộ của những thượng nghị sĩ, hạ nghị sĩ và Đệ nhất phu nhân Eleanor Roosevelt, nhưng dư luận địa phương bắt đầu quan tâm đến việc hạ độ tuổi bầu cử. Năm 1943 và 1955, Nghị viện Georgia và Kentucky thông qua luật  hạ độ tuổi bầu cử xuống còn 18 tuổi.
Nỗ lực hạ độ tuổi bầu cử từ 21 tuổi xuống 18 tuổi vào thập niên 1960 bắt nguồn từ việc công dân nam từ 18 tuổi đến 21 tuổi phải đi quân dịch trong Quân đội Hoa Kỳ, chủ yếu là Lục quân Hoa Kỳ, để tham chiến trong Chiến tranh Việt Nam. Những công dân này không thể tác động đến chính quyền đã quyết định tham chiến cho đến khi đủ 21 tuổi trở lên, mặc dù bản thân có thể phải tham chiến khi đủ 18 tuổi. Một phong trào quyền thanh niên hình thành, kêu gọi hạ độ tuổi bầu cử. Một khẩu hiệu phổ biến của những người ủng hộ hạ độ tuổi bầu cử là "đủ tuổi để chiến đấu, đủ tuổi để bầu cử".
Năm 1963, Ủy ban Tổng thống về đăng ký và tham gia bầu cử trình báo cáo trước Tổng thống Lyndon B. Johnson, khuyến nghị hạ độ tuổi bầu cử. Johnson ngay lập tức đề xuất trao quyền bầu cử cho công dân đủ 18 tuổi trở lên trên cả nước vào ngày 29 tháng 5 năm 1968. Nhà sử học Thomas H. Neale lập luận rằng động thái hạ độ tuổi bầu cử tuân theo một quy luật lịch sử được thể hiện trong những lần mở rộng quyền bầu cử khác; đối mặt với sự leo thang của chiến tranh ở Việt Nam, các cử tri đã huy động thông qua một tu chính án hiến pháp.
Phe ủng hộ  hạ độ tuổi bầu cử đưa ra nhiều lập luận và nghiên cứu liên kết sự gia tăng ủng hộ việc hạ độ tuổi bầu cử với vai trò của người trẻ tuổi trong phong trào dân quyền Hoa Kỳ và những phong trào khác nhằm thay đổi chính trị xã hội trong thập niên 1950 và 1960. Tỷ lệ tốt nghiệp trung học ngày càng tăng và khả năng tiếp cận thông tin chính trị của người trẻ thông qua các công nghệ mới cũng tạo dư luận tốt về việc trao quyền bầu cử cho người trẻ.
Từ năm 1942, khi vấn đề hạ độ tuổi bầu cử bắt đầu được nghiêm túc tranh luận, đến đầu thập niên 1970, ý tưởng thanh niên nên được trao quyền tự quyết dần dà tác động đến cách tiếp cận của Hoa Kỳ đối với quyền của người trẻ. Những đặc điểm thường gắn liền với tuổi trẻ—chủ nghĩa lý tưởng, không "tư lợi" và sự cởi mở—được coi là những phẩm chất tích cực cho một hệ thống chính trị đang trong khủng hoảng.
Năm 1970, Thượng nghị sĩ Ted Kennedy kiến nghị sửa đổi Luật Quyền bầu cử 1965 để hạ độ tuổi bầu cử trên cả nước. Ngày 22 tháng 6 năm 1970, Tổng thống Richard Nixon ký ban hành luật gia hạn Luật Quyền bầu cử 1965, quy định độ tuổi bầu cử là 18 trong tất cả các cuộc bầu cử liên bang, tiểu bang và địa phương. Trong tuyên bố về việc ký gia hạn, Nixon cho biết:
Tuy rằng tôi nghi ngại về tính hợp hiến của điều khoản này nhưng tôi vẫn ký ban hành dự luật. Tôi đã chỉ đạo Bộ trưởng Bộ Tư pháp hợp tác đầy đủ để đẩy nhanh việc xét xử nhanh chóng tính hợp hiến của điều khoản đầu phiếu 18 tuổi tại tòa án.

Sau đó, Oregon và Texas khởi kiện đạo luật tại tòa án và vụ việc được đưa ra Tòa án Tối cao vào năm 1970. Vào thời điểm này, bốn tiểu bang có độ tuổi bầu cử tối thiểu dưới 21: Georgia, Kentucky, Alaska và Hawaii.

### Oregon v. Mitchell
Trong cuộc tranh luận về việc gia hạn Luật Quyền bầu cử 1970, Thượng nghị sĩ Ted Kennedy lập luận rằng Điều khoản bảo vệ bình đẳng của Tu chính án 14 cho phép Quốc hội thông qua luật hạ độ tuổi bầu cử. Trong vụ Katzenbach kiện Morgan (1966), Tòa án Tối cao phán quyết rằng nếu Quốc hội thực hiện Tu chính án 14 bằng cách thông qua luật tuyên bố một loại luật của tiểu bang phân biệt đối xử với một nhóm người thì Tòa án Tối cao sẽ không hủy bỏ luật đó nếu hành động của Quốc hội có cơ sở.
Trong một lá thư gửi cho Chủ tịch Hạ viện và các lãnh đạo thiểu số, đa số tại Hạ viện, Tổng thống Nixon không đồng ý với Kennedy, khẳng định rằng vấn đề không phải là liệu có nên hạ độ tuổi bầu cử hay không mà là hạ như thế nào. Theo cách hiểu của Nixon về Katzenbach, việc không hạ độ bầu cử không thuộc phạm trù phân biệt đối xử và việc bổ sung quy định hạ độ tuổi bầu cử vào Luật Quyền bầu cử có thể khiến Tòa án Tối cao hủy bỏ đạo luật.
Nhằm vượt qua sự bế tắc, một nhóm nghị sĩ bổ sung điều khoản trao quyền bầu cử cho công dân đủ 18 tuổi trở lên vào một dự luật năm 1970 nhằm gia hạn Luật Quyền bầu cử. Tuy nhiên, Tòa án Tối cao sau đó ra phán quyết trong vụ kiện Oregon v. Mitchell rằng Quốc hội không thể hạ độ tuổi bầu cử đối với các cuộc bầu cử cấp tiểu bang và địa phương. Nhận thấy sẽ phát sinh chồng chéo và chi phí để lập danh sách cử tri riêng biệt cho các cuộc bầu cử cấp liên bang và tiểu bang, Quốc hội nhanh chóng đề xuất và các tiểu bang phê chuẩn Tu chính án 26.
Quyết định của Tòa án Tối cao cho phép các tiểu bang tiếp tục duy trì độ tuổi bầu cử là 21 tuổi trong các cuộc bầu cử cấp tiểu bang và địa phương nhưng yêu cầu thiết lập danh sách cử tri riêng để cử tri đủ 18 tuổi trở lên có thể bỏ phiếu trong các cuộc bầu cử liên bang.

### Phản đối
17 tiểu bang từ chối hạ độ tuổi bầu cử sau khi Nixon ký gia hạn Luật Quyền bầu cử 1970. Phe phản đối hạ độ tuổi bầu cử đặt câu hỏi về sự trưởng thành và trách nhiệm của những người 18 tuổi. Hạ nghị sĩ Emanuel Celler của New York, một trong những người phản đối mạnh mẽ nhất việc hạ độ tuổi bầu cử từ thập niên 1940 đến thập niên 1970 (và là chủ tịch Ủy ban Tư pháp của Hạ viện trong phần lớn thời gian đó), nhấn mạnh rằng thanh niên thiếu "phán đoán đúng đắn" để thực hiện tốt quyền công dân và việc thanh niên có đủ phẩm chất đi lính không đồng nghĩa có đủ phẩm chất đi bầu cử.
Giáo sư William G. Carleton đặt câu hỏi tại sao đề xuất trao quyền bầu cử cho thanh niên vào thời điểm mà thanh niên có ít trách nhiệm hơn so với trong quá khứ. Carleton chỉ trích việc dư luận Hoa Kỳ quá bận tâm với thanh niên, sự phụ thuộc thái quá vào giáo dục đại học và việc đánh đồng sự am biết công nghệ với trách nhiệm và trí thông minh. Ông cũng phê bình lập luận về quân dịch là "sáo rỗng". Viện dẫn độ tuổi của những người lính trong Nội chiến Hoa Kỳ, ông khẳng định rằng quyền bầu cử không phụ thuộc vào trình độ học vấn và biết chữ mà là lương tri và sự hiểu biết về hệ thống chính trị.
Trong bài viết của mình, James J. Kilpatrick, một chuyên gia bình luận chính trị, khẳng định rằng các tiểu bang bị "tống tiền" phê chuẩn Tu chính án 26 vì phải tự chi trả và giải quyết thủ tục hành chính của việc lập hai danh sách cử tri sau khi Quốc hội gia hạn Luật Quyền Bầu cử 1970. George Gallup cũng đề cập đến chi phí trong bài viết của mình và chỉ ra rằng chỉ 57% số người từ 30–49 tuổi và 52% số người trên 50 tuổi ủng hộ Tu chính án 26 so với 84% số người từ 18–20 tuổi và 73% số người từ 21–29 tuổi.

## Đề xuất và phê chuẩn

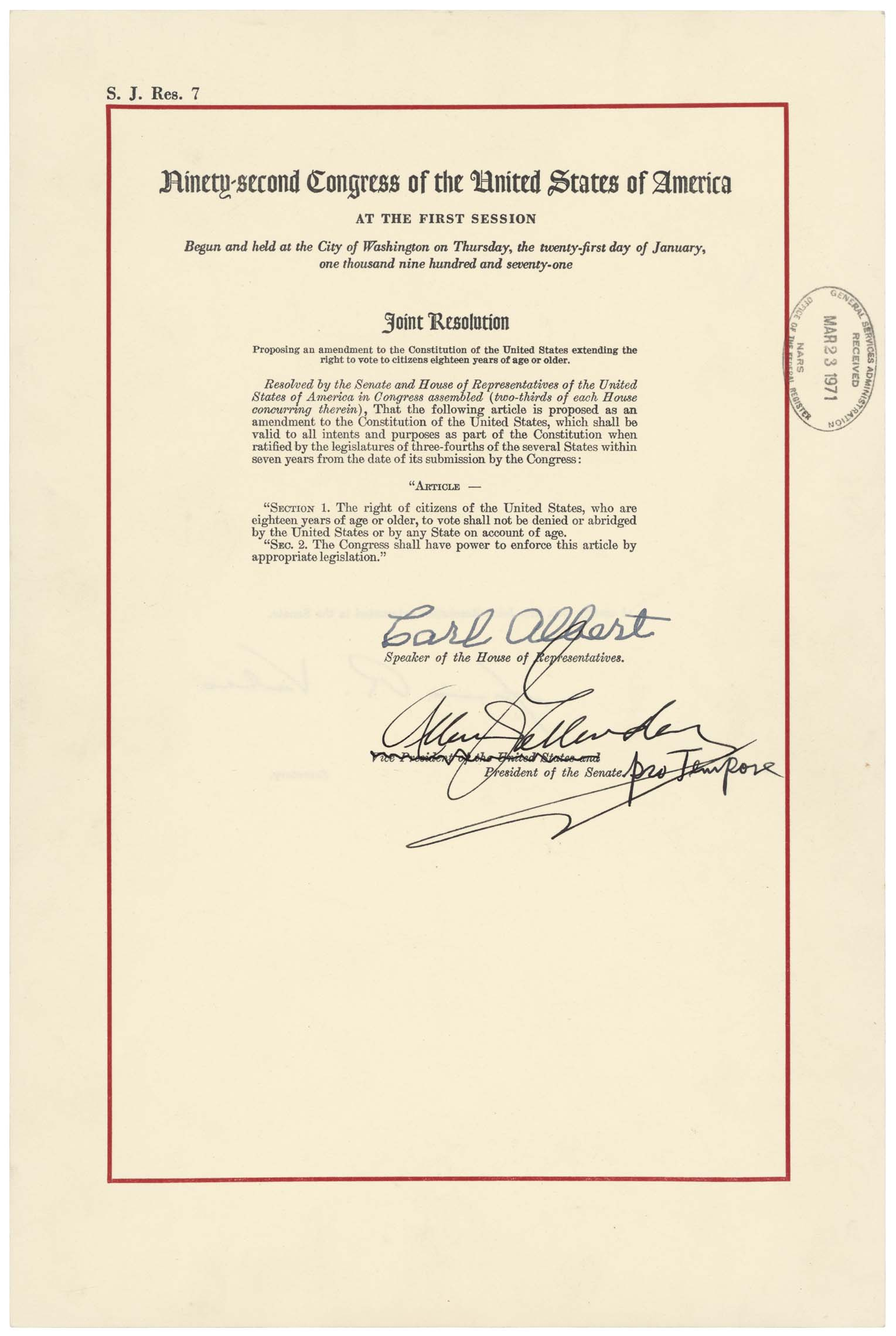
Tu chính án 26 tại Cục Văn thư và Lưu trữ quốc gia Hoa Kỳ

### Quốc hội đề xuất
Năm 1968, tiểu ban sửa đổi hiến pháp của Thượng nghị sĩ Birch Bayh bắt đầu tổ chức các phiên điều trần về việc trao quyền bầu cử cho công dân đủ 18 tuổi trở lên.
Sau phán quyết của Tòa án tối cao, Bayh khảo sát các viên chức bầu cử ở 47 tiểu bang và phát hiện ra rằng việc thành lập một danh sách cử tri riêng biệt cho các cuộc bầu cử liên bang cho khoảng 10 triệu người trẻ sẽ tốn khoảng 20 triệu đô la Mỹ. Bayh kết luận rằng hầu hết các tiểu bang không thể sửa đổi hiến pháp tiểu bang của họ kịp thời cho cuộc bầu cử năm 1972 và phải có một quy định toàn quốc để tránh "sự hỗn loạn và chồng chéo" tại các cuộc bầu cử.
Ngày 2 tháng 3 năm 1971, tiểu ban của Bayh và Ủy ban Tư pháp của Hạ viện chấp thuận dự thảo tu chính án hiến pháp hạ độ tuổi bầu cử xuống 18 tuổi cho tất cả các cuộc bầu cử.
Ngày 10 tháng 3 năm 1971, Thượng viện thông qua dự thảo Tu chính án 26 với kết quả biểu quyết 94–0. Ngày 23 tháng 3 năm 1971, Hạ viện thông qua dự thảo tu chính án với kết quả biểu quyết 401–19.
| Kết quả biểu quyết Tu chính án 26 tại Hạ viện vào năm 1971: | Đảng         | Đảng          | Tổng số phiếu |
| ----------------------------------------------------------- | ------------ | ------------- | ------------- |
| Kết quả biểu quyết Tu chính án 26 tại Hạ viện vào năm 1971: |              |               | Tổng số phiếu |
| Kết quả biểu quyết Tu chính án 26 tại Hạ viện vào năm 1971: | Đảng Dân chủ | Đảng Cộng hòa | Tổng số phiếu |
| Tán thành                                                   | 236          | 165           | 401 (92,6%)   |
| Không tán thành                                             | 7            | 12            | 19 (4,4%)     |
| Không biểu quyết                                            | 9            | 3             | 12 (2,8%)     |
| Vắng mặt                                                    |              |               | 2             |
| Kết quả: Được thông qua                                     |              |               |               |

### Các tiểu bang phê chuẩn
Sau khi được Quốc hội đề xuất, Tu chính án 26 được trình trước các cơ quan lập pháp tiểu bang phê chuẩn. Tiểu bang nào là tiểu bang đầu tiên chính thức phê chuẩn tu chính án là một vấn đề gây tranh cãi: Nghị viện Minnesota phê chuẩn tu chính án vào 3:14 chiều theo Múi giờ miền Trung (4:14 chiều theo Múi giờ miền Đông), vài phút trước khi chủ tịch Thượng viện tạm quyền Hoa Kỳ Allen J. Ellender ký chứng thực tu chính án vào khoảng 4:35 hoặc 4:40 chiều EST; Nghị viện Delaware phê chuẩn tu chính án vào lúc 4:51 chiều và cho rằng quyết định phê chuẩn của Minnesota là không hợp lệ vì tu chính án vẫn chưa được trình trước các tiểu bang. Thượng viện Hoa Kỳ kết luận rằng Minnesota đã hành động vội vàng nhưng tính hợp pháp của quyết định phê chuẩn này chưa bao giờ được đưa ra tòa án xem xét.
Tu chính án 26 được phê chuẩn vào ngày 30 tháng 6 năm 1971 sau khi được 38 tiểu bang phê chuẩn. Tiểu bang nào là tiểu bang thứ 38 phê chuẩn và đưa Tu chính án 26 vào hiệu lực là vấn đề gây tranh cãi. Báo chí đương thời đưa tin rằng Hạ viện Ohio phê chuẩn Tu chính án 26 vào tối ngày 30 tháng 6 và Alabama và North Carolina phê chuẩn Tu chính án 26 vào đầu ngày 30 tháng 6. Năm 2013, Cục Xuất bản Chính phủ tuyên bố rằng North Carolina phê chuẩn Tu chính án 26 vào ngày 1 tháng 7, là tiểu bang thứ 38 phê chuẩn Tu chính án 26. Thống đốc Alabama George Wallace phản bác rằng Alabama là tiểu bang thứ 38 phê chuẩn Tu chính án 26 vì ông ký nghị quyết phê chuẩn sau khi North Carolina và Ohio hoàn tất việc phê chuẩn. Tuy nhiên, không cần phải có chữ ký của thống đốc để phê chuẩn một tu chính án.
1. Minnesota: ngày 23 tháng 3 năm 1971 (4:14 chiều theo Múi giờ miền Đông)[26]
2. Delaware: ngày 23 tháng 3 năm 1971 (4:51 chiều theo Múi giờ miền Đông)[27]
3. Tennessee: ngày 23 tháng 3 năm 1971 (5:10 chiều theo Múi giờ miền Đông)[28]
4. Washington: ngày 23 tháng 3 năm 1971 (5:42 chiều theo Múi giờ miền Đông)[28]
5. Connecticut: ngày 23 tháng 3 năm 1971 (5:53 chiều theo Múi giờ miền Đông)[28]
6. Hawaii: ngày 24 tháng 3 năm 1971
7. Massachusetts: ngày 24 tháng 3 năm 1971
8. Montana: March 29, 1971
9. Arkansas: ngày 30 tháng 3 năm 1971
10. Idaho: ngày 30 tháng 3 năm 1971
11. Iowa: ngày 30 tháng 3 năm 1971
12. Nebraska: ngày 2 tháng 4 năm, 1971
13. New Jersey: ngày 3 tháng 4 năm 1971
14. Kansas: ngày 7 tháng 4 năm 1971
15. Michigan: ngày 7 tháng 4 năm 1971
16. Alaska: ngày 8 tháng 4 năm 1971
17. Maryland: ngày 8 tháng 4 năm 1971
18. Indiana: ngày 8 tháng 4 năm 1971
19. Maine: ngày 9 tháng 4 năm 1971
20. Vermont: ngày 16 tháng 4 năm 1971
21. Louisiana: ngày 17 tháng 4 năm 1971
22. California: ngày 19 tháng 4 năm 1971
23. Colorado: ngày 27 tháng 4 năm 1971
24. Pennsylvania: ngày 27 tháng 4 năm 1971
25. Texas: ngày 27 tháng 4 năm 1971
26. South Carolina: ngày 28 tháng 4 năm 1971
27. West Virginia: ngày 28 tháng 4 năm 1971
28. New Hampshire: ngày 13 tháng 5 năm 1971
29. Arizona: ngày 14 tháng 5 năm 1971
30. Rhode Island: ngày 27 tháng 5 năm 1971
31. New York: ngày 2 tháng 6 năm 1971
32. Oregon: ngày 4 tháng 6 năm 1971
33. Missouri: ngày 14 tháng 6 năm 1971
34. Wisconsin: ngày 22 tháng 6 năm 1971
35. Illinois: ngày 29 tháng 6 năm 1971[29]
36. Alabama: ngày 30 tháng 6 năm 1971
37. North Carolina: ngày 30 tháng 6 năm 1971[30]
38. Ohio: ngày 30 tháng 6 năm 1971[31]

Sau khi được ba phần tư số tiểu bang phê chuẩn, Tu chính án 26 trở thành một phần của Hiến pháp Hoa Kỳ. Ngày 5 tháng 7 năm 1971, Cục trưởng Cục Tổng vụ Hoa Kỳ Robert Kunzig chứng nhận việc thông qua Tu chính án 26. Tổng thống Nixon và Julianne Jones, Joseph W. Loyd Jr. và Paul S. Larimer của tổ chức phi lợi nhuận "Young Americans in Concert" cũng ký giấy chứng nhận với tư cách là nhân chứng. Trong buổi lễ ký kết tại Phòng phía Đông của Nhà Trắng, Nixon nói về sự tin tưởng của mình vào người trẻ Hoa Kỳ:
Khi tôi gặp nhóm này ngày hôm nay, tôi cảm thấy chúng ta có thể tin tưởng rằng những cử tri mới của Hoa Kỳ, thế hệ trẻ của Hoa Kỳ, sẽ cung cấp những gì Hoa Kỳ cần khi chúng ta tiến gần tới lễ kỷ niệm 200 năm thành lập Hoa Kỳ, không chỉ sức mạnh và sự giàu có mà còn là 'Tinh thần '76', một tinh thần dũng cảm đạo đức, một tinh thần lý tưởng cao đẹp giúp chúng ta tin vào giấc mơ Mỹ nhưng cũng giúp chúng ta nhận ra rằng giấc mơ Mỹ không thể thực hiện được cho đến khi mọi người Mỹ đều có cơ hội bình đẳng để thực hiện nó trong cuộc sống của mình.

Sau đó, Tu chính án 26 được năm tiểu bang nữa phê chuẩn:
39. Oklahoma: ngày 1 tháng 7 năm 1971
40. Virginia: ngày 8 tháng 7 năm 1971
41. Wyoming: ngày 8 tháng 7 năm 1971
42. Georgia: ngày 4 tháng 10 năm 1971
43. South Dakota: ngày 4 tháng 3 2014
Hiện tại, Florida, Kentucky, Mississippi, Nevada, New Mexico, North Dakota và Utah chưa phê chuẩn Tu chính án 26.